# Changfeng Liebao Heijingang
Der Changfeng Liebao Heijingang war ein Geländewagen der zum chinesischen Automobilhersteller GAC Changfeng Motor gehörenden Marke Changfeng Liebao (Marke Changfeng und Submarke Liebao). Das Fahrzeug basierte auf dem Mitsubishi Pajero V20. Zwischen 2008 und 2015 lief der Siebensitzer vom Band.

## Technische Daten
|                                             | Black Kingkong Standard          | Black Kingkong Gasoline     | Black Kingkong Diesel |
| Bauzeitraum                                 | 2008–2015                        | 2008–2015                   | 2008–2015             |
| Motorkenndaten                              |                                  |                             |                       |
| Motortyp                                    | R4-Ottomotor                     | R4-Ottomotor                | R4-Dieselmotor        |
| Motoraufladung                              | —                                | —                           | —                     |
| Hubraum                                     | 2185 cm³                         | 2351 cm³                    | 2498 cm³              |
| max. Leistung bei min−1                     | 95 kW (129 PS) / 5000            | 92 kW (125 PS) / 5500       | 75 kW (102 PS) / 3600 |
| max. Drehmoment bei min−1                   | 200 Nm / 2200–4000               | 190 Nm / 2750               | 260 Nm / 1800–2600    |
| Kraftübertragung                            |                                  |                             |                       |
| Antrieb, serienmäßig                        | Hinterradantrieb                 | Hinterradantrieb            | Hinterradantrieb      |
| Antrieb, serienmäßig                        | (Allradantrieb)                  | (Allradantrieb)             | —                     |
| Getriebe                                    | 5-Gang-Schaltgetriebe            | 5-Gang-Schaltgetriebe       | 5-Gang-Schaltgetriebe |
| Messwerte                                   |                                  |                             |                       |
| Höchstgeschwindigkeit                       | 140 km/h                         | 140 km/h                    | 140 km/h              |
| Beschleunigung, 0–100 km/h                  | 35,0 s                           | 25,0 s                      | 30,0 s                |
| Kraftstoffverbrauch auf 100 km (kombiniert) | 10,7 l Super (11,4–11,5 l Super) | 11,3 l Super (11,8 l Super) | 8,2 l Diesel          |
| Tankinhalt                                  | 92 l                             | 92 l                        | 92 l                  |